# Mont Martin
Le mont Martin est situé dans la municipalité régionale de comté Pontiac, Québec (Canada), en bordure de la rivière des Outaouais, au nord de la rivière Schyan. Le mont Martin est occupé par un écosystème forestier exceptionnel. Cette forêt refuge a pour mission de protéger la plus grande population de l'hélianthe à feuille étalée au Québec, une plante désignée vulnérable au Québec,  ainsi que la seule population de chénopode de Fogg (Chenopodium foggii) connue dans la province.